# Hydrogamasellus contingentis
Hydrogamasellus contingentis är en spindeldjursart som beskrevs av Wolfgang Karg 1997. Hydrogamasellus contingentis ingår i släktet Hydrogamasellus och familjen Ologamasidae. Inga underarter finns listade i Catalogue of Life.